# Guldborg (manzana)
Guldborg es una variedad cultivar de manzano (Malus domestica).
Originario de Dinamarca. De parentales desconocidos fue conocido en la década de 1870. Las frutas tienen una pulpa blanca y firme con un sabor subácido. Tolera la zona de rusticidad delimitada por el departamento USDA, de nivel 1 a 4.

## Sinónimos
- "Gul Corgeable",
- "Guldborgaeble",
- "Maglesuary Stribling",
- "Maglemer",
- "Meter",
- "Valk".

## Historia
'Guldborg' es una variedad de manzana, de la que no hay constancia de su ascendencia, esta variedad se cultivaba ampliamente en la región de "Lolland-Falster" de Dinamarca mucho antes de principios del siglo XX, cuando el horticultor Otto Nielsen se interesó por ella y la propagó en sus "Jardines Guldborg" en Lolland (Dinamarca). Una manzana idéntica se cultivó en la isla danesa de Selandia con el nombre de 'Maglemer', que más tarde resultó ser la misma variedad.
'Guldborg' se cultiva en la National Fruit Collection (Colección Nacional de Fruta) de Reino Unido con el número de accesión: 1927 - 018 y nombre de accesión: Guldborg.

## Progenie
'Guldborg' es el Parental-Padre de la variedades cultivares de manzana:
- Ingrid Marie

## Características
'Guldborg' es árbol moderadamente vigoroso, erguido. Portador de espuelas de fructificación. Lento para empezar a dar frutos. Produce cosechas moderadas anualmente. Las flores deben ralearse para obtener el tamaño adecuado de la fruta. Tiene un tiempo de floración que comienza a partir del 1 de mayo con el 10% de floración, para el 7 de mayo tiene una floración completa (80%), y para el 13 de mayo tiene un 90% de caída de pétalos.
'Guldborg' tiene una talla de fruto de mediano a grande, altura promedio 64,31 mm, y ancho promedio 67,43 mm; forma redondo-cónico y acanalado, a menudo torcido; nervaduras fuerte, y corona media; epidermis con color de fondo amarillo blanquecino, con importancia del sobre color medio, color del sobre color rojo, distribución del sobre color moteado / pinceladas, presentando chapa de color muy lavado de rojo, con pinceladas dispersas de un matiz algo más intenso, con ruginoso-"russeting" (pardeamiento áspero superficial que presentan algunas variedades) bajo; cáliz pequeño y cerrado, colocado en una cuenca bastante profunda y acanalada; pedúnculo corto y de calibre muy grueso, colocado en una cavidad peduncular poco profunda; carne es blanca, con textura de grano grueso, firme y fundente, con sabor jugoso y dulce picante, aromático.
Su tiempo de recogida de cosecha se inicia a finales de agosto, se mantiene un mes en almacenamiento en frío, pero la manzana tiende a volverse harinosa. La piel desarrolla una sensación grasosa en la madurez y en el almacenamiento.

## Uso
Se usa como manzana de mesa fresca, como tal, y en cocina, se adapta mejor a los huertos familiares.

## Ploidismo
Diploide, polen auto estéril. Grupo de polinización: B, Día 7.